# 82.º Regimiento de Entrenamiento Aéreo
El 82º Regimiento de Entrenamiento Aéreo (Flieger-Ausbildungs-Regiment. 82) fue una unidad militar de la Luftwaffe durante la Segunda Guerra Mundial.

## Historia
Formada el 1 de abril de 1939 en Quakenbrück desde el 82.º Batallón de Reemplazo Aéreo con:
- Cuartel General.
- Batallón de Entrenamiento desde la 82.º Batallón de Reemplazo Aéreo.
- Escuela Elemental de Vuelo (82.º Regimiento de Entrenamiento Aéreo) from Escuela Mixta Experimental Superior Quakenbrück.

El II Batallón de Entrenamiento fue formada en 1940, mientras el Schule/FAR.82 deja el regimiento el 1 de octubre de 1941, y como 82.º Escuela Mixta Experimental Superior.
Trasladado a Cottbus? (noviembre de 1939) y Posen (octubre de 1941). El 16 de agosto de 1942 es redesignado al 82.º Regimiento Aéreo.
En octubre de 1942 es redesignado al 5.º Regimiento de Entrenamiento de la Fuerza Aérea de Campo.

## Comandantes
- Coronel Rudolf Petrauschke – (1 de abril de 1939 – 15 de febrero de 1942).
- Coronel Wilhelm Bode – (15 de febrero de 1942 – 9 de enero de 1943).

## Orden de Batalla
- 1939 – 1940: Stab, I. (1-5), 6., 7., Schule.
- 1941 – 1942: Stab, I. (1-5), 7., II. (8-12).